# フランス軍のC4Iシステム

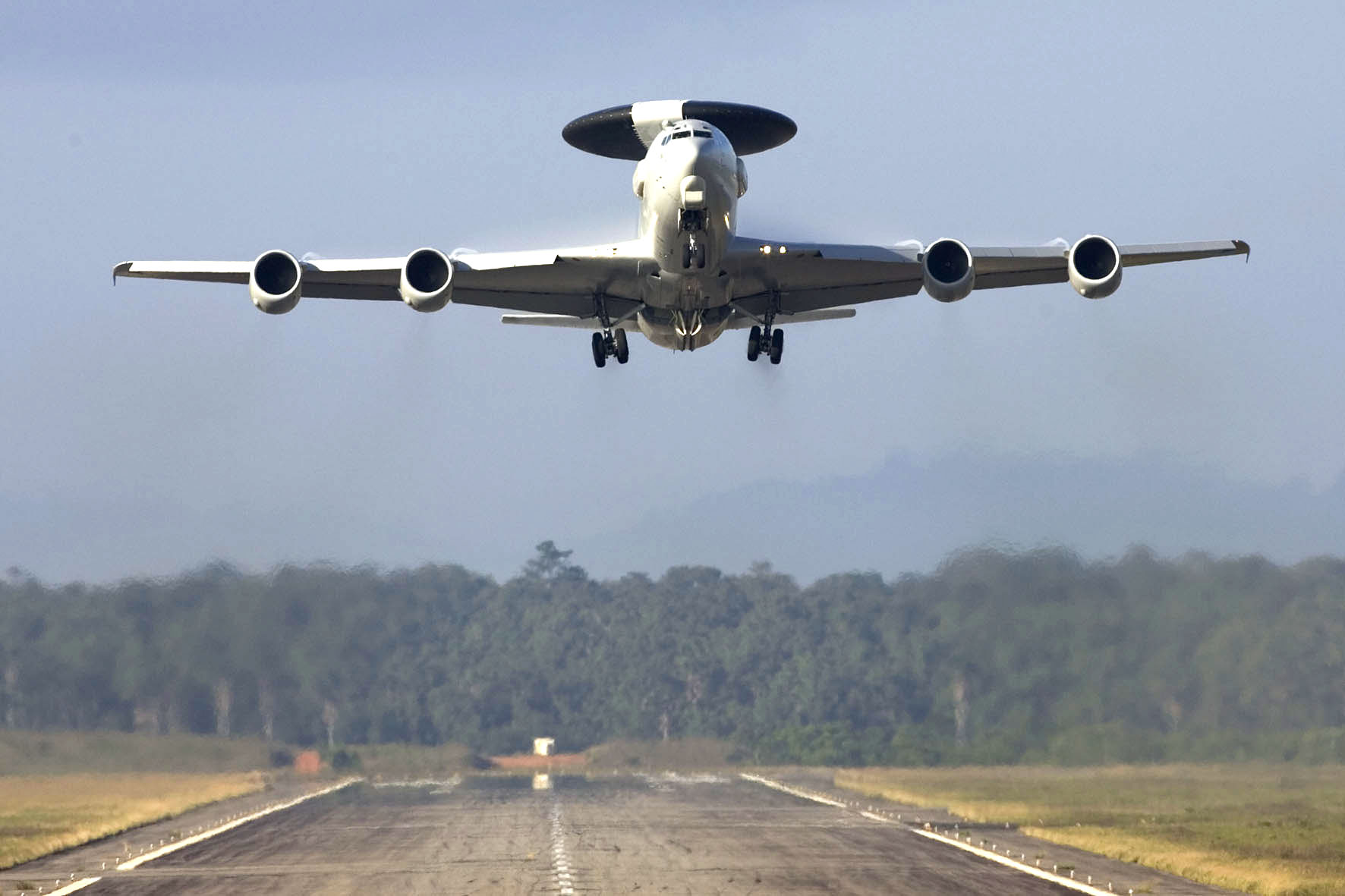
空軍のE-3F早期警戒管制機。

本項では、フランス軍のC4Iシステムについて記述する。

## 陸軍

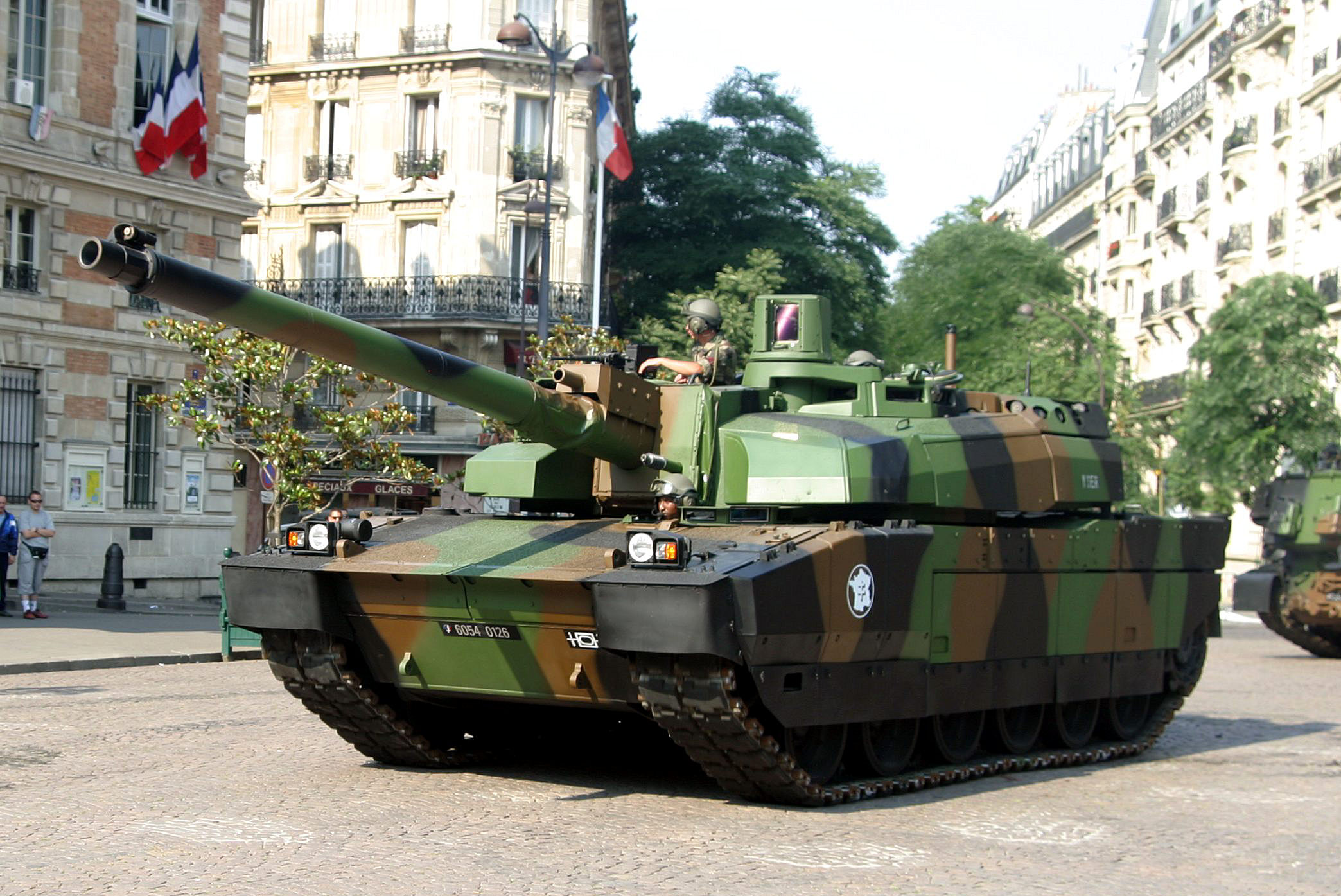
ルクレール主力戦車。SITを装備し、卓越したC4I能力を備える。

軍情報指揮システム（SICF, Système d'information pour le commandement des forces）
作戦級システムとして、軍団から連隊までの階梯において兵力運用を調整する。タレス・グループが開発を担当している。相互運用性を確保するため、システムアーキテクチャとしては北大西洋条約機構（NATO）標準のHLA（High Level Architecture）、通信プロトコルとしてはADat-P3を採用している。端末は、基本的にはMicrosoft Windows環境であり、サーバOSにはMicrosoft Windows Server 2003、クライアントOSにはMicrosoft Windows XP、グループウェアとしてはMicrosoft Exchange Serverが採用されている。
連隊情報システム（SIR, Système d'information régimentaire）
戦術級システムとして、連隊以下の階梯において兵力運用を統制する。EADSが開発を担当している。通信基盤としてはRITA-2000戦術通信ネットワーク・システムとPR4G戦術無線通信システムを使用する。1994年より実験が行なわれ、2007年より運用を開始した。
RITA-2000
フランス陸軍が1999年より運用開始した戦術通信ネットワーク・システムであり、音声・データ・ファクシミリの秘匿通信を実現する。
情報ターミナル・システム（SIT, Système d'information terminal）
交戦級システムとして、各交戦ユニットに装備されて火力発揮を統制する。GIATインダストリーズ社がアラブ首長国連邦向けの戦闘管理システム（BMS）として開発したFINDER（Fast Information Navigation Decision Reporting System）をもとにしており、通信基盤としてはPR4G戦術無線通信機が使用される。2000年より運用試験が開始され、2004年より配備を開始した。
PR4G（Poste Radio de 4eme Generation）
第4世代通信機の意味であり、アメリカ軍のSINCGARS対応型通信機に匹敵するVHF帯使用の戦術無線通信機である。

## 海軍

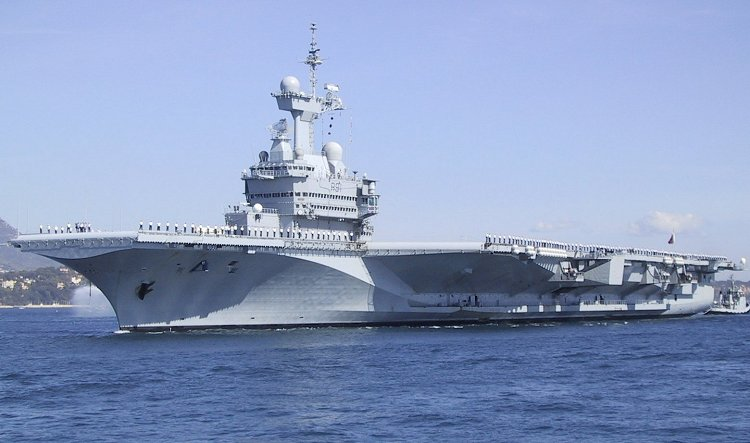
原子力空母「シャルル・ド・ゴール」。艦隊のC4Iシステムの中核となる。

海洋指揮/指揮支援システム（SYCOM/AIDCOMER）
作戦級システムとして共通作戦状況図（COP）を生成し、艦隊の兵力運用を調整するもので、アメリカ海軍のGCCS-Mに相当する。地上配備のSYCOM（Système de commandement de la Marine）、艦隊配備のAIDCOMER（Système d'aide au commandement à la mer）によって構成されており、また、フリゲート級以下の艦艇に搭載するためのAIDCOMERの簡易版として、OPSMER/SEAO（Systeme Embarque d'Aide aux Operations）が配備されている。これらはシラキューズ衛星通信システムによって連接されているが、民間のインマルサット衛星通信も使用できる。
端末装置においてはサン・マイクロシステムズのSPARCアーキテクチャを採用しており、オペレーティングシステムとしてはSolaris、関係データベース管理システムとしてはオラクル-8 データベースを採用、プログラミング言語としてはC++が使用されている。
また、相互運用性を確保するため、システムアーキテクチャとしてはNATO標準のHLA（High Level Architecture）、通信プロトコルとしてはADat-P3を採用している。1987年12月に開発要求が提示され、1992年より運用を開始した。
海軍戦術情報システム（NTDS）
フランス海軍は、戦術級システムとして、アメリカが開発したNTDSを採用している。
戦術情報処理装置

アメリカUNIVAC社の支援を受けて国産化したSENIT（Systeme d¨Exploitation Navale des Informations Tactiques）が一貫して採用されている。最初のモデルは1967年より就役を開始したが、これは事実上、NTDSの模倣であった。その後、国産化や分散処理化など改良を進め、現在に至っている。
また、輸出用のプライベート・ベンチャーとして開発されたTAVITACシリーズもあるが、その最新型であるTAVITAC 2000は、のちにSENITシリーズに逆輸入された。
戦術データ・リンク
リンク 11が標準的に使用されてきたが、第3世代のSENITシリーズであるSENIT-8より統合戦術情報伝達システム（JTIDS）を組み込み、リンク 16に対応した。

## 空軍
フランス空軍は従来、地上要撃管制システムとしてSTRIDA（Systeme de Traitment et de Representation des Informations de Defense Aerienne）を運用してきた。これは、タヴェルニーの航空作戦管制所（CCOA, Centre de Conduite des Opérations Aériennes）を頂点としており、また拠点としてバ＝ラン県のドラッシェンブロン空軍基地、リヨンのモンヴェルダン空軍基地、ニースのニース空軍基地、モン＝ド＝マルサンのモン＝ド＝マルサン空軍基地、トゥールのトゥール・サン・シンフォリアン空軍基地の5ヶ所に防空指揮所（CDC, Centres de Détection et de Contrôle）が設置されている。STRIDAは1956年より開発開始され、1963年より就役した。1972年よりNATOがNADGEシステムを運用開始するとこれと緊密に連接し、また、1990年からはE-3F早期警戒管制機との連携も開始した。
さらに現在、STRIDAをサブシステムとして含む、総合的な作戦級C4Iシステムとして、SCCOA（Système de commandement et de conduite des opérations aériennes, 航空作戦指揮統制システム）の開発・配備が進められている。SCCOAの基本計画は1989年に承認され、ステージ1計画は1993年2月に承認、1999年に完了した。これは、NATOのACCS計画と既存のフランス空軍システムとの相互運用性を確保することに重点が置かれていた。続くステージ2計画は、ステージ1計画の延長線上で全般的に性能を強化するもので、1997年12月に発動された。
ステージ3計画は、真に総合的なC4Iシステムの構築を目指すものとして、2001年に発動された。これは、リンク 16への対応などを含んでいる。